# Rop Zoutberg
Rop Zoutberg (Amsterdam, 9 mei 1964) is een Nederlandse journalist en correspondent in Spanje onder andere voor het Radio 1 Journaal. Tevoren was hij vanaf juli 2012 correspondent in Rome, Italië.
Na zijn opleiding aan de School voor de Journalistiek werd Rop Zoutberg fotoredacteur bij dagblad Trouw. Later stapte hij over naar de Mediaredactie. In 1996 verruilde Rop Zoutberg zijn baan bij Trouw voor een bestaan als freelancer aan de Spaanse kant van de Pyreneeën. Een van zijn vaste opdrachtgevers is sinds 2004 het Radio 1 Journaal. Naast radiomaken schrijft hij onder andere op een NOS-weblog, en maakt hij foto’s. Hij is co-auteur en fotograaf van 'In den beginne was de bal', een boek over de geschiedenis van het Argentijns voetbal (2003). Zijn fotografisch werk over de ramp met de olietanker Prestige voor de Galicische kust werd in 2003 bekroond in de wedstrijd om de Zilveren Camera. In 2006 kreeg hij de WAF Radioprijs in de categorie 'Kort nieuws' met een reportage over de redding van Afrikaanse vluchtelingen bij de Canarische Eilanden. 